# ソウルメトロ2号線上往十里駅追突事故
ソウルメトロ2号線上往十里駅追突事故（ソウルメトロ2ごうせんサンワンシムニえきついとつじこ 朝鮮語: 서울 지하철 2호선 상왕십리역 추돌 사고）は、2014年5月2日に大韓民国（韓国）ソウル特別市のソウルメトロ（現：ソウル交通公社）2号線上往十里駅で発生した列車衝突事故である。
　　　　　　　　

## 概略
15時30分ごろ、2号線上往十里駅で車両の不具合のため停車していた内回り電車に、後続の電車が追突。検察官によれば、388人が負傷した (24人重傷)。
同年4月16日のセウォル号沈没事故を受け、韓国政府が交通機関などの点検を進めていた最中の事故であり、日本でも広く報道された。

### 要因
5月3日、ソウル特別市当局による事故調査結果が発表された。信号表示の異常により後続列車が運転を続け、信号装置に連動した自動列車停止装置（ATS）も作動しなかったことが原因とされた。4月29日に行われた信号と関連する機器の調整が原因で信号機が誤作動したものとみられ、捜査当局によるソウルメトロの家宅捜査が行われた。ソウル市当局はセウォル号沈没事故を受け、4月17日から30日までの2週間、地下鉄特別点検を実施したが、信号機は日常点検の対象という理由で除外しており、対象の信号機は4日間にわたり異常を発生したまま運行され続けていた。